# Papinska konklava 2025.
Papinska konklava 2025. započela je 7. svibnja 2025. kako bi se izabrao novi papa da naslijedi papu Franju, koji je preminuo 21. travnja 2025. godine.
Na četvrtom glasovanju konklava je izabrala kardinala Roberta Francisa Prevosta, pročelnika Dikasterija za biskupe i predsjednika Papinskog povjerenstva za Latinsku Ameriku. Nakon što je prihvatio svoj izbor, uzeo je ime Lav XIV. Posljednja konklava koja se odvila u Jubilejskoj godini bila je 1700. godine.

## Postupak izbora
Kao i na papinskoj konklavi 2013., dekan i prodekan kardinalskog zbora stariji su od 80 godina i ne mogu sudjelovati. Zbog toga je najstariji kardinal biskup mlađi od 80 godina, Pietro Parolin, predsjedao konklavom.
Prema apostolskoj konstituciji Ivana Pavla II. iz 1996., Universi Dominici gregis, kako je izmijenjena motuproprijem Benedikta XVI. iz 2013., Normas nonnullas, kardinali su imali najmanje 15 dana za sazvati konklavu prije nego što se stolica uprazni. Kardinalski je zbor imao pravo započeti konklave i ranije, pod uvjetom da su svi kardinali izbornici prisutni i da su sve pripreme dovršene. Unatoč toj mogućnosti, izbor se ipak mora započeti najkasnije 20 dana nakon što se stolica uprazni. Dana 28. travnja 2025., peta opća kongregacija kardinala odredila je početak konklave za 7. svibnja 2025. godine.

## Kardinali izbornici
U skladu s apostolskom konstitucijom Universi Dominici gregis, koja uređuje pitanja upražnjenog mjesta Svete Stolice, samo kardinali koji nisu navršili 80 godina na dan kada je Sveta Stolica postala upražnjena (u ovom slučaju, oni koji su rođeni nakon 21. travnja 1945.) imaju pravo sudjelovati u konklavi.
Iako nije nužan zahtjev, kardinali izbornici uvijek biraju papu među sobom. Izbori se provode tajnim glasovanjem (lat. per scrutinium). Konklave su započele 7. svibnja.
Od 252 člana Kardinalskog zbora u vrijeme Franjine smrti, 135 kardinala izbornika imalo je pravo sudjelovati u sljedećoj konklavi. Dva kardinala izbornika najavila su kako ne planiraju prisustvovati, čime se broj sudionika smanjio na 133. Da bi bio izabran za papu, kandidatu je potrebna dvotrećinska većina glasova izbornika koji sudjeluju u izborima, odnosno 89 glasova.
Od 133 kardinala izbornika koji su prisutni, 5 su kardinali biskupi, 108 su kardinali svećenici i 20 su kardinali đakoni; 5 ih je imenovao kardinalima papa Ivan Pavao II., 20 papa Benedikt XVI. i 108 papa Franjo. Najstariji kardinal izbornik s pravom glasa je Carlos Osoro Sierra, sa 79 godina, a najmlađi je Mykola Bychok, sa 45 godina. Najbrojnija generacija među izbornicima je ona rođena 1947. godine s 13 članova. Ukupno 33 kardinala dolaze iz 18 redovničkih zajednica. Najviše je salezijanaca (5), potom franjevaca i isusovaca (po 4). Prvi put u povijesti, 12 država imalo je vlastite kardinale s pravom glasa.
Dvojica kardinala, John Njue i Antonio Cañizares Llovera, nisu sudjelovala u konklavi zbog zdravstvenih razloga.

## Događaji prije konklave

### Logističke pripreme
Od srijede 7. svibnja u 15 sati isključeni su svi mobilni i telekomunikacijski uređaji na području Vatikana kako bi se konklava mogla odvijati u najstrožoj tajnosti. Nakon što se objavi izbor novog pape, telekomunikacijski signal je ponovno uključen.
Kako zgrada Dom svete Marte ima ukupno 129 spavaćih soba, bilo je potrebno koristiti druge vatikanske objekte kako bi se osigurao smještaj za 133 izbornika. Preostalih trinaest kardinala, odabranih ždrijebom, smješteno je u kompleksu Santa Marta Vecchia. Vatikanski vatrogasci postavili su na krovu Sikstinske kapele u petak 2. svibnja dimnjak koji simbolično označava ishod glasovanja za izbor novog pape. Svečana prisega tajnosti svih službenika i pomoćnog osoblja uključenog u organizaciju konklave održana je u 5. svibnja u Paulinskoj kapeli Apostolske palače. Prisegu je predvodio kardinal kamerlengo Kevin Joseph Farrell uz prisutnost trojice kardinala asistenata. Među pomoćnim osobljem su papinski ceremonijari, ispovjednici, medicinsko osoblje, pripadnici Švicarske garde, tehničari, vozači, cvjećari, osoblje za prehranu i čišćenje te vatikanska sigurnosna služba.
Zbog priprema za konklavu, Sikstinska kapela je bila zatvorena za javnost od 28. travnja te su obustavljeni posjeti Vatikanskim vrtovima i nekropoli Via Triumphalis.

### Opće kongregacije
U skladu s apostolskom konstitucijom Universi Dominici Gregis nakon smrti pape kardinali se okupljaju na opće kongregacije kako bi započeli postupak priprema za izbor novog poglavara Katoličke Crkve. Na općim kongregacijama mogu sudjelovati svi kardinali bez obzira na pravo glasa. Na općim kongregacijama kardinali imaju pravo održati govore (intervencije) vezanim uz društvena i crkvena pitanja. Ove rasprave nisu formalni dio izbornog postupka nego služe kao neformalna mogućnost kardinalima za boje upoznavanje.
Na sjednicama kardinali polažu zakletvu kako će poštovati propise koji se odnose na razdoblje sede vacante i izbora novog pape.

#### I. – VI. zasjedanje
Na prvoj sjednici se u sinodskoj dvorani 22. travnja okupilo oko šezdeset kardinala iz cijelog svijeta. Sjednica je počela molitvom za pokojnog papu Franju te su kardinali položili zakletvu kako će poštovati propise koji se odnose na razdoblje sede vacante i izbor novog pape. Nakon toga je otpjevana molitva Adsumus Sancte Spiritus (hrv. Stojimo pred tobom, Duše Sveti), kao zaziv Duha Svetoga. Tom su prilikom dogovoreni sljedeći datumi: prijenos tijela pape Franje u baziliku svetog Petra u četvrtak, 24. travnja u 9 sati te sprovodna misa u subotu, 26. travnja u 10 sati, na Trgu svetog Petra. Kardinal kamerlengo Kevin Joseph Farrell pročitao je duhovnu oporuku pape Franje. Ždrijebom su izabrana trojica kardinala koji će pomagati kardinalu komorniku u donošenju svakodnevnih upravnih odluka. Izabrani su kardinali Pietro Parolin (iz reda kardinala biskupa), Stanisław Ryłko (iz reda kardinala svećenika) i Fabio Baggio (iz reda kardinala đakona). Članovi toga povjerenstva mijenjaju se svaka tri dana.
Dana 23. travnja, 103 kardinala sudjelovalo je na drugoj općoj kongregaciji koja je započela u 17 sati. Tijekom kongregacije je odobren program Novendiala te misa zadušnica za papu Franju. Dana, 24. travnja, u 9 sati započelo je treće zasjedanje koje je trajalo do podneva, a na kojemu je sudjelovalo 113 kardinala. Tijekom zasjedanja održane su 34 intervencije. Na sjednici odabrana imena dvojice propovjednika: prvi će propovijed, početkom sljedećeg tjedna održati Donato Ogliari, opat bazilike svetog Pavla izvan zidina, a drugu na početku konklave kardinal Raniero Cantalamessa.
Na četvrtom zasjedanju, 25. travnja, bila su nazočna 149 kardinala. Susret je započeo molitvom u 9 sati. Tijekom susreta bile su ukupno 33 intervencije. Zatim je nadbiskup Diego Ravelli, ravnatelj papinskih liturgijskih slavlja, kardinalima predstavio detalje vezane uz pogreb pape Franje. Susret je završio u 12:30 sati. Na petoj općoj kongregaciji, 28. travnja, sudjelovalo je više od 180 kardinala koji su odlučili da će konklava za izbor novog pape započeti 7. svibnja. Na kongregaciji je upućeno 20-ak intervencija. Tijekom kongregacije izabrani su kardinali koji će pomagati kardinalu komorniku Kevinu Farrellu u upravljanju redovnim pitanjima pripreme za konklavu. U Povjerenstvo su izabrani kardinali Luis Antonio Tagle i Dominique Mamberti. Kardinal Reinhard Marx imenovan je koordinatorom Vijeća za ekonomiju. Na šestom zasjedanju, 29. travnja, sudjelovala su 183 kardinala. Tijekom sastanka, više od 20 kardinala održalo je svoj govor.

#### VII. – XII. zasjedanje
Sedma opća kongregacija kardinala održana 30. travnja, potvrdila je dvije proceduralne odluke vezane uz konklavu. Kongregacija je potvrdila kako je papa Franjo, koristeći svoju vrhovnu ovlast, odlučio osloboditi se zakonskog ograničenja broja kardinala izbornika na 120, kako je propisano člankom 33 apostolske konstitucije Universi Dominici Gregis. Time je omogućeno da svi kardinali, uključujući one iznad tog broja, steknu pravo birati papu od trenutka njihova imenovanja i objave, u skladu s člankom 36 iste konstitucije. Također, objavljeno je kako je kardinal Giovanni Angelo Becciu odlučio ne sudjelovati u izboru novog pape.
Osmo zasjedanje održano je 2. svibnja, a sudjelovalo je 180 kardinala. Potvrđeno je kako kardinali Antonio Cañizares Llovera i John Njue neće sudjelovati na konklavi zbog zdravstvenih razloga. Na osmom sastanku Kardinalskog zbora bilo je 25 izlaganja. Deveta opća kongregacija održana je u 3. svibnja, a prisutno je bilo 177 kardinala. Na sastanku su izvučena imena kardinala koji će narednih dana pomagati koordinatoru Vijeća za gospodarstvo kardinalu Reinhardu Marxu, u povjerenstvu koje pomaže komorniku kardinalu Kevinu Farrellu u upravljanju redovnim poslovima. To su kardinali Robert Francis Prevost i Marcello Semeraro. Na devetoj kongregaciji bilo je 26 izlaganja.
Na desetom zasjedanju, 5. svibnja, sudjelovalo je 179 kardinala. Tijekom zasjedanja bilo je 26 intervencija. Na jedanaestom zasjedanju, održanom u poslijepodnevnim satima 5. svibnja, sudjelovalo je 179 kardinala, uključujući svih 133 kardinala izbornika. Na dvanaestom zasjedanju, 6. svibnja, održano je posljednje zasjedanje na kojem su sudjelovala 173 kardinala. Na zasjedanju je bilo 26 intervenata. U sinodskoj dvorani održano je poništenje Ribarevog prstena i olovnog pečata pape Franje.

## Konklava

### Prvi dan
Konklava je započela 7. svibnja. Prethodila joj je sveta misa koju je predvodio kardinal Giovanni Battista Re, dekan Kardinalskog zbora, koji je predvodio misu pro eligendo Pontifice (hrv. za izbor pape) u Bazilici sv. Petra u 10 sati.
U 16 sati i 30 minuta konklava je službeno započela molitvom u Kapeli svetog Petra i Pavla, na kraju koje su kardinali izbornici u procesiji ušli u Sikstinsku kapelu. Zatim je otpjevan himan Veni Creator Spiritus (hrv. O dođi, Stvorče, Duše svet) te su zatim 133 kardinala izbornika položila prisegu. Svaki kardinal izbornik, prema ustaljenom formalnom prioritetu, položio je ruku na knjigu Evanđelja i naglas izgovorio prisegu na latinskom:
Et ego [N.] Cardinalis [N.] spondeo, voveo ac iuro. Sic me Deus adiuvet et haec Sancta Dei Evangelia, quae manu mea tango.
I ja, [ime] kardinal [prezime], obećavam, obvezujem se i prisežem. Tako mi Bog pomogao i ova sveta evanđelja koja svojom rukom dotičem.
Procesiji su se pridružili i određeni visoki prelati i službenici Rimske kurije (ravnatelj papinskih liturgijskih slavlja, po dva člana Zbora apostolskih protonotara i Zbora prelata revizora Rimske Rote, članovi zbora Papinske glazbene kapele). Diego Ravelli, ravnatelj papinskih liturgijskih slavlja, zatim je uzviknuo riječi Extra omnes, naredbu svima koji nisu kardinali izbornici da napuste dvoranu. Zatim je zatvorio ulaz u Sikstinsku kapelu u 17 sati i 46 minuta. Kardinal Raniero Cantalamessa, propovjednik Papinskog doma, potom je održao duhovni nagovor kardinalima. Prvog dana konklave obavlja se samo jedno glasovanje.
Prvi dan konklave završio je u 21 sat, nakon što se iz dimnjaka Sikstinske kapele pojavio crni dim, što je značilo da glasovanje nije rezultiralo izborom novog pape. Na Trgu svetog Petra okupilo se oko 45 000 ljudi. Kardinali su zaključili susret nakon glasovanja molitvom Sub tuum praesidium (hrv. Pod obranu se tvoju utječemo).

### Drugi dan
Ujutro su se kardinali izbornici okupili u Apostolskoj palači kako bi slavili misu i izmolili jutarnju molitvu časoslova u kapeli svetih Petra i Pavla. Nakon toga su se povukli u Sikstinsku kapelu kako bi izmolili srednji čas te nastavili s glasanjem. Nakon dva prijepodnevna glasanja nitko nije dobio dvotrećinsku većinu te je je u 11:51 izašao crni dim. Na Trgu sv. Petra bilo je oko 15 000 ljudi.
Nakon toga je bio predviđen ručak u 12:30 u Domu svete Marte. Zatim su kardinali u 15:45 krenuli u Apostolsku palaču te su se u 16:30 ponovno okupili u Sikstinskoj kapeli gdje su nastavili s glasanjem.
Nakon četvrtog kruga glasovanja, u 18:07 izišao je bijeli dim, nakon čega je uslijedila zvonjava zvona Bazilike sv. Petra kako bi se označio izbor novog pape. Ubrzo nakon toga, Švicarska garda i pripadnici talijanskih oružanih snaga, s orkestrima Žandarmerijskih snaga Države Vatikanskog Grada i karabinjera, prodefilirali su Trgom sv. Petra i postrojili se ispod središnje lože Bazilike sv. Petra.
Kardinal protođakon Dominique Mamberti je sa središnje lože u 19:13 objavio izbor i ime novog pape riječima: „Annuntio vobis gaudium magnum: Habemus Papam!” (hrv. Objavljujem vam veliku radost: Imamo papu!). Novoizabrani papa Lav XIV. izašao je na središnju ložu Bazilike svetog Petra i uputio svoj blagoslov Urbi et orbi.  Do trenutka objave Habemus papam na trgu je bilo oko 150 000 ljudi.